# Església de San Giovanni (Avigliana)

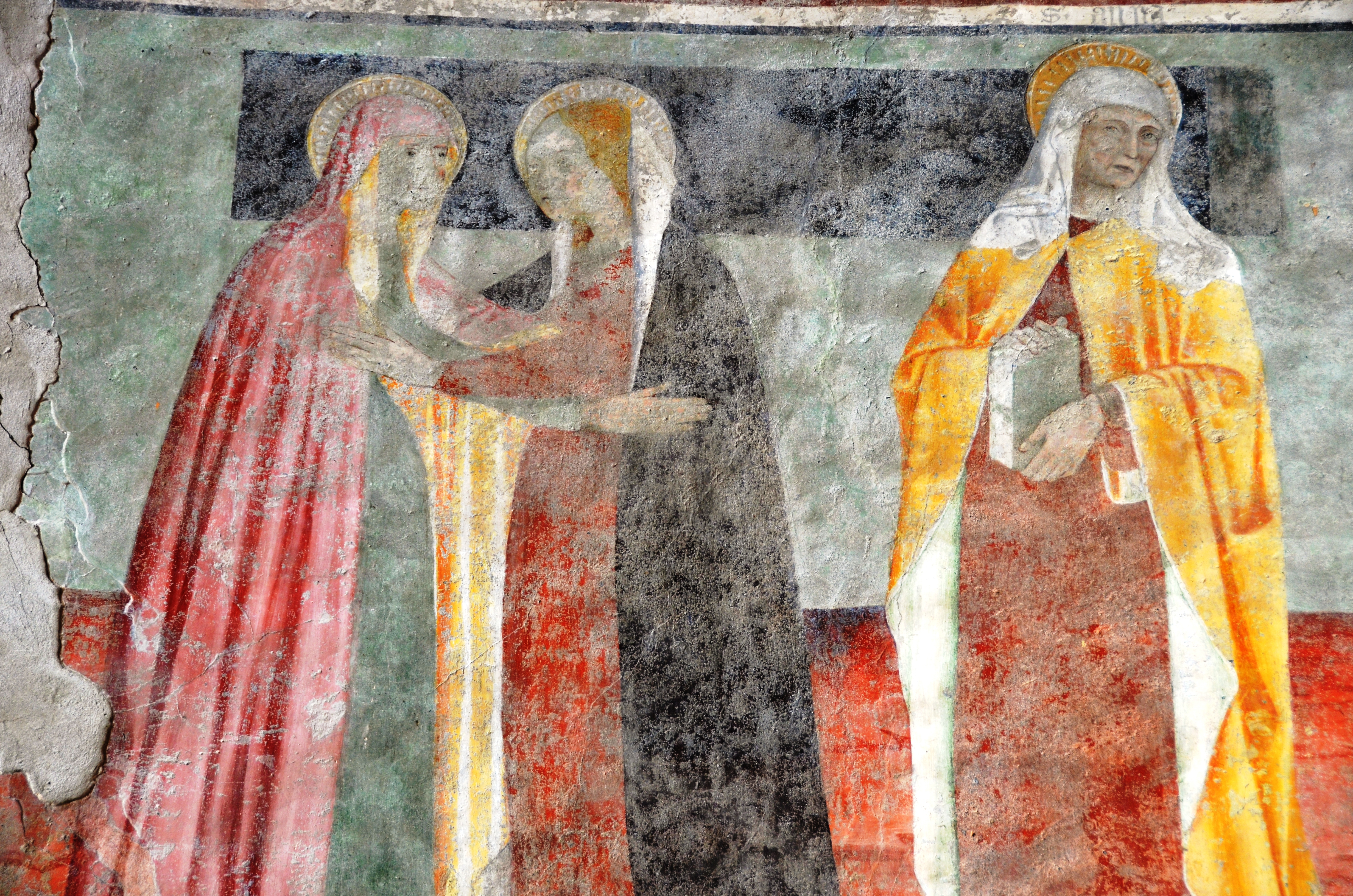
Pintures al fresc de Defendente Ferrari dins l'església

L'Església de San Giovanni d'Avigliana, al Piemont, fou edificada a partir del segle xiii i acabada al segle següent, amb la construcció de la façana. En un costat de l'edifici s'eleva l'imponent campanar, un dels elements que caracteritzen el perfil del poble, decorat amb plats de majòlica. A l'interior un nàrtex cobert amb voltes de creueria, pintats al fresc, és l'única nau que ha quedat després de les transformacions de l'edifici realitzades en època barroca, període al que es remunten les decoracions d'estuc. Cal destacar en particular, a més de la trona de fusta tallada del segle xvi, les il·lustracions pintades per Defendente Ferrari, entre les quals es troben el políptic de la Nativitat, obra signada i datada el 1511.